# Yumi Shimura
Yumi Shimura (志村由美, Shimura Yumi) nasceu em 30 de novembro de 1982; em Yamanashi, Japão; com o nome de Toyoko Shimura (志村 豊子, Shimura Toyoko). Seu tipo sanguíneo é B. Ela trabalha como seiyū (dubladora) para animes. Ela trabalha pela empresa de administração de talentos I'm Enterprise.

## Papéis

### Animes
- Kanaria - Rozen Maiden Träumend
- Chisame Hasegawa - Negima!
- Clannad - Sgt. Frog

### OVAs
- Kanaria - Rozen Maiden Overtüre
- Chisame Hasegawa - Negima!?

### Jogos
- Kanaria - Rozen Maiden Gebetgarten
- Saki Tsuzura - Arcana Heart
- Cocona Vatel - Ar tonelico 2: Melody of Metafalica